# أولية (منطق)
الأوليات قسم من المقدمات اليقينية الضرورية وتسمى بالبديهيات أيضا. وهي ما لا يخلو النفس عنها بعد تصور الطرفين أي من حيث أنهما طرفان فيشتمل تصور النسبة أيضا.
والمراد بتصور الطرفين ما هو مناط الحكم أعم من أن يكون بالبداهة أو بطريق الكسب والنظر.
والحاصل أن الحكم فيه لا يتوقف بعد حصول تصور الطرفين على ما هو مناط الحكم على شيء آخر أصلا بشرط سلامة الغريزة، فلا يرد الصبيان والمجانين وصاحب البلادة المتناهية، وبشرط عدم تدنس الفطرة بما يضاده، فلا يرد المدنس بالاعتقادات الباطلة المنكر للبديهيات، وبعض العوام والجهال.

فمن الأوليات ما هو جلي عند الكل لوضوح تصورات أطرافه، كقولنا: الكل أعظم من الجزء، أي الكل المقداري أعظم في المقدار من جزئه المقداري.
ومنها ما هو خفي لخفاء في تصورات أطرافه إما لعدم الوضوح أو لكونها نظرية.

والفرق بينها وبين المشهورات أن الإنسان لو قدر أنه خلي ونفسه من غير مشاهدة أحد وممارسة عمل، ثم عرض عليه المشهورات توقف فيها لا في الأوليات؛ وكذا الحال في الفرق بينها وبين المتواترات. وقد تطلق الأوليات على الضروريات أيضا باعتبار أن الضروريات أوائل العلوم، فحينئذ الأوليات محمولة على المعنى اللغوي.